# Thakeham
Thakeham è un villaggio e una civil parish del distretto di Horsham, nel West Sussex, Inghilterra.
Si sviluppa su un'area di 11,71 km² e conta, al 2001, 1.794 abitanti.
È situata a 66 chilometri a sud-ovest di Londra.